# Mohamed Sydney Sylla
Mohamed Sydney Sylla (* 27. Dezember 1996 in Abidjan, Elfenbeinküste) ist ein burkinischer Fußballspieler.

## Sportliche Laufbahn

### Vereine
Sylla begann 2014 im Herrenbereich mit dem Fußballspielen beim burkinischen Armeesportverein USFA Ouagadougou und wechselte zwei Jahre später zum amtierenden Meister Rail Club du Kadiogo, mit dem er 2017 ebenfalls Meister wurde. Im gleichen Jahr nahm er mit den Falken außerdem an der afrikanischen Champions League teil. Nach einem Jahr beim Salitas FC aus Ouagadougou wechselte er 2018 weiter nach Portugal in die U23-Mannschaft von Vitória de Setúbal. Mit dem Ausbruch der Corona-Pandemie geriet seine Karriere ab 2020 für zwei Jahre ins Stocken. 2020 wechselte er noch in die dritte portugiesische Liga zum SC Beira-Mar, wurde aber ein Jahr später vereinslos. 
Im Jahr 2022 schloss sich Sylla kurzzeitig dem CFC Hertha 06 aus Berlin an und bestritt für diesen drei Spiele in der Oberliga Nordost. Im September 2024 wurde er beim berliner Oberligisten SV Sparta Lichtenberg unter Vertrag genommen und wechselte schon im Januar 2025 in die Regionalliga Nordost zum FC Viktoria Berlin. Mit den Himmelblauen stieg er am Saisonende 2024/25 in die Oberliga ab. Daraufhin schloss er sich zur Regionalliga-Spielzeit 2025/26 der VSG Altglienicke an.

### Nationalmannschaft
Zwischen 2015 und 2018 lief Sylla achtmal für die Nationalmannschaft von Burkina Faso auf. Er debütierte unter Trainer Paul Put am 12. Mai 2015 beim Freundschaftsspiel gegen Kasachstan (0:0). Sein letztes Spiel für die Verbandsauswahl bestritt er während der Afrikanischen Nationenmeisterschaft am 24. Januar 2018 im Spiel gegen Kamerun (1:1), bei dem er in der 42. Minute den Führungstreffer für Burkina Faso erzielte.

## Erfolge
- Burkinischer Meister: 2017 mit RC Kadiogo